# Liceo classico statale Jacopone da Todi

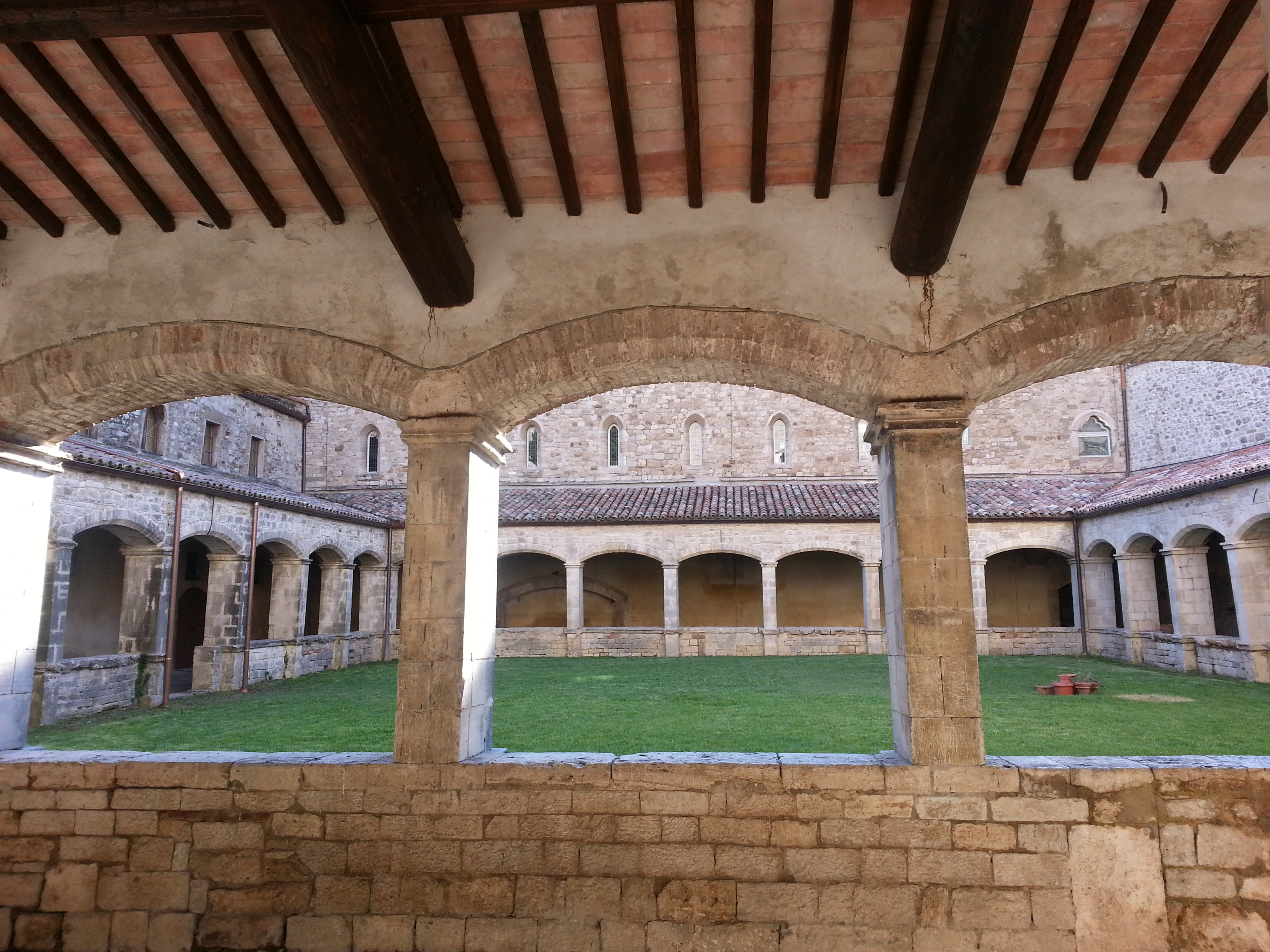
Il chiostro

Il liceo classico statale "Jacopone da Todi" è un liceo italiano con sede a Todi fondato nel 1935.

## Storia
Quello che oggi conosciamo come Liceo Jacopone da Todi vede le sue origini nel 1861, quando il Comune di Todi, espropriando ai francescani lo storico convento di San Fortunato, vi pone la sede delle scuole elementari, medie e superiori.
Il primo nucleo del Liceo viene fondato nel 1871 come Ginnasio Municipale, riconosciuto paritario alle altre scuole del regno con regio decreto nel 1885. Il 1º dicembre 1929 prese il via il Regio Ginnasio Jacopone; completati i primi 5 anni del corso, cominciarono il 26 ottobre 1933 le lezioni della prima liceo - parificata - e due anni dopo, nel 1935, il ministro De Vecchi di Val Cismon istituì il Regio Liceo Ginnasio Jacopone.
Nel 1992 nasce l'indirizzo linguistico e nel 1994 si unisce al Liceo Classico Jacopone da Todi il Liceo Scientifico "Donato Bramante", fondato nel 1969. Dal 2011 il Liceo offre quattro indirizzi: classico, scientifico, linguistico e scienze umane.
Lo Jacopone annovera tra i suoi ex allievi Patrizia Cavalli, poetessa contemporanea di grande fama; Andrea Baccarelli, accademico dei Lincei; Fabrizio Cleri, docente di Fisica biologica e medica a Lille in Francia; Giampiero Rosati, docente di filologia latina alla normale di Pisa.
I quattro indirizzi del Liceo oggi si classificano stabilmente nelle prime posizioni nelle graduatorie delle migliori scuole secondarie umbre.

## Strutture
"Sede classica per una classica scuola, sede incomparabile, meravigliosa, staremmo per dire più celeste che terrena", riferirono nel 1929 i regi commissari favorevoli all'istituzione del Ginnasio a proposito del vecchio convento francescano di San Fortunato, che ancora oggi ospita il Liceo Jacopone, insieme all'archivio storico e alla biblioteca comunale.
Il convento, sito nel punto più alto della città a fianco della chiesa di San Fortunato, nel 1254 divenne la sede del crescente ordine francescano e negli anni successivi vi dimorò Jacopone da Todi. Nel 1292, quando si aprì la grande Fabbrica di San Fortunato, per lascito testamentario di Matteo d’Acquasparta, il convento divenne sede di una grande biblioteca e di uno studium, un luogo dove i monaci potevano studiare, apprendere e formarsi. Il complesso è disposto su due piani intorno al chiostro del XIII secolo: nel piano superiore si trovavano le celle dei frati e nell'inferiore varie stanze adibite ai servizi. Dal lato Ovest del chiostro si entra nell'ampio refettorio del pianterreno (m 31.80x8.40) scandito da ampli arconi trasversi e con pulpito originale, oggi adibito a palestra.

## JAC - Jacopone Art Collection
Dal 2020 il liceo Jacopone da Todi ospita una galleria d'arte permanente, la JAC (Jacopone Art Collection). Vi sono esposti dipinti, sculture e grafiche dal Seicento ai giorni nostri; opere storicamente appartenenti al liceo fin dalla sua fondazione, arricchite negli anni da donazioni di privati cittadini, degli autori o dei loro eredi. Anche molti artisti di fama internazionale che vivono nel territorio hanno voluto contribuire alla collezione, da Bruno Ceccobelli a Piero Dorazio, Graziano Marini, Nino Cordio, Mauro Salvi, Ugo Levita e Beverly Pepper.

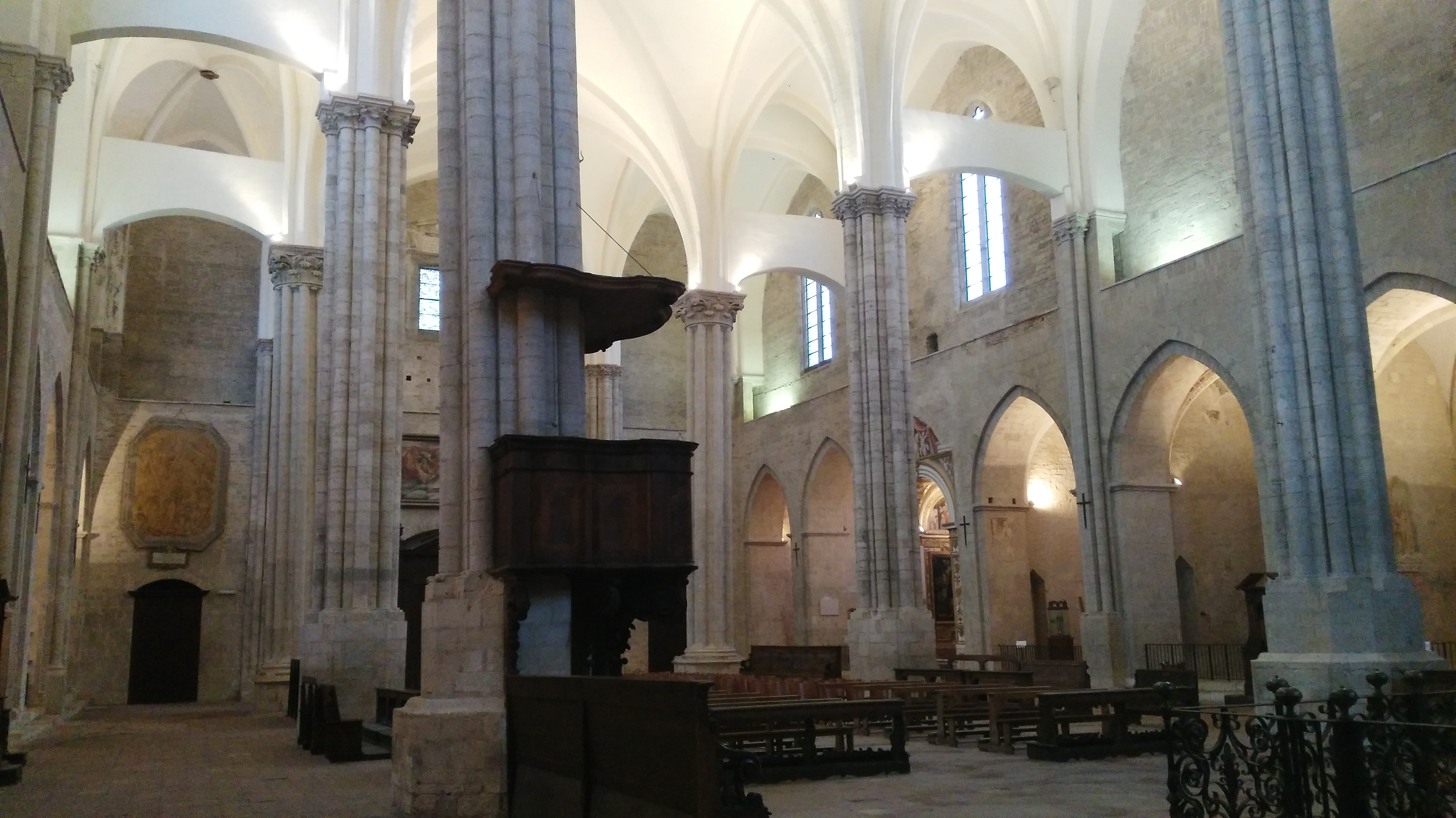
Il Tempio di San Fortunato, cuore del complesso che ospita il Liceo